# Eoscyllina fuscata
Eoscyllina fuscata är en insektsart som först beskrevs av Navás 1904.  Eoscyllina fuscata ingår i släktet Eoscyllina och familjen gräshoppor. Inga underarter finns listade i Catalogue of Life.